# Macusani
Macusani ist die Hauptstadt der Provinz Carabaya in der Region Puno in Süd-Peru. Macusani liegt im gleichnamigen Distrikt. Die Stadt hatte beim Zensus 2017 10.408 Einwohner. 10 Jahre zuvor lag die Einwohnerzahl bei 8.645.

## Geographische Lage
Die Stadt Macusani befindet sich in der Cordillera Carabaya, einem Gebirgszug der peruanischen Ostkordillere. Sie liegt am Oberlauf des Río San Gabán auf einer Höhe von 4315 m.